# شهرستان تابور
منطقه تابور (به لاتین: Tábor District) یک سکونتگاه مسکونی در جمهوری چک است که در منطقه بوهمی جنوبی واقع شده‌است.

## خصوصیات
منطقه تابور ۱٬۳۷۵٫۰۳ کیلومترمربع مساحت و ۵۱٬۴۷۰ نفر جمعیت دارد.